# فرنسيسكو س. ألفاريز
فرنسيسكو س. ألفاريز هو كاتب مسرحي فلبيني، ولد في 1903، وتوفي في 1963.